# Кошуково
Кошуково — деревня в составе Пудожского городского поселения Пудожского района Республики Карелия.

## Общие сведения
Расположена на правом берегу реки Водла в устье реки Кулгалы.
В результате сокращения населения в 1957 году деревни Киково и Кулгала были присоединены к деревне Кошуково.

## Население
| 2002 | 2010 | 2013 |
| ---- | ---- | ---- |
| 63   | ↘11  | ↘7   |

- 1873 - 63[5]
- 1905 - 103[6]
- 1928 - 114[7]
- 1933 - 103[8]